# Gocha Makóyev
Gocha Makóyev –en ruso, Гоча Макоев– es un deportista ruso que compitió en lucha libre. Ganó una medalla de bronce en el Campeonato Europeo de Lucha de 1993, en la categoría de 68 kg.

## Palmarés internacional
| Campeonato Europeo | Campeonato Europeo | Campeonato Europeo | Campeonato Europeo |
| Año                | Lugar              | Medalla            | Categoría          |
| ------------------ | ------------------ | ------------------ | ------------------ |
| 1993               | Estambul (Turquía) | Medalla de bronce  | 68 kg              |